# Allonemobius socius
Allonemobius socius är en insektsart som först beskrevs av Scudder, S.H. 1877.  Allonemobius socius ingår i släktet Allonemobius och familjen syrsor. Inga underarter finns listade i Catalogue of Life.